# Atentatul de la Bologna
Atentatul de la Bologna a avut loc în Gara Bologna Centrale⁠(d) la data de 2 august 1980, când o bombă a explodat și a ucis 85 de persoane, rănind peste 200, fiind unul dintre cele mai grave atacuri teroriste din istoria Italiei.
Atentatul a fost atribuit grupării neofasciste Nuclei Armati Rivoluzionari⁠(d) (NAR), iar investigațiile ulterioare au indicat posibile legături cu grupuri extremiste și servicii secrete. Evenimentul face parte din perioada cunoscută sub numele de "Anii de Plumb", caracterizată prin violențe politice în Italia.